# 九份金山寺
25°06′40″N 121°50′19″E / 25.1111381°N 121.8386812°E
九份金山寺，位於臺灣新北市瑞芳區九份，是一間主奉釋迦牟尼佛、觀世音菩薩的寺廟，為當地的信仰中心之一，基隆顏家獻地建於台灣日治時期昭和五年（1930年）。每年舊曆中元、觀音菩薩成道日有法會。
本廟景色優美清幽，可遠眺臺灣海峽，海景壯闊，成為九份的旅遊勝地。

## 簡史
金山寺原為龍華教道場，為法號德禮的溫士儀與法號普聖的江阿妹居士創建，部分土地屬於基隆顏家族捐獻。1930年，普義法師在24歲接任時轉為佛寺，他並至曹洞宗兩大本山臺灣別院授在家菩薩戒，之後入靈泉禪寺研究佛學，畢業後二度赴日本福井縣永平寺參學。戰後時期，普義法師著手擴建，至1973年重建大殿後，寺容漸具佛教梵剎。1976年，普義法師後退隱並將寺務交予修熏法師。

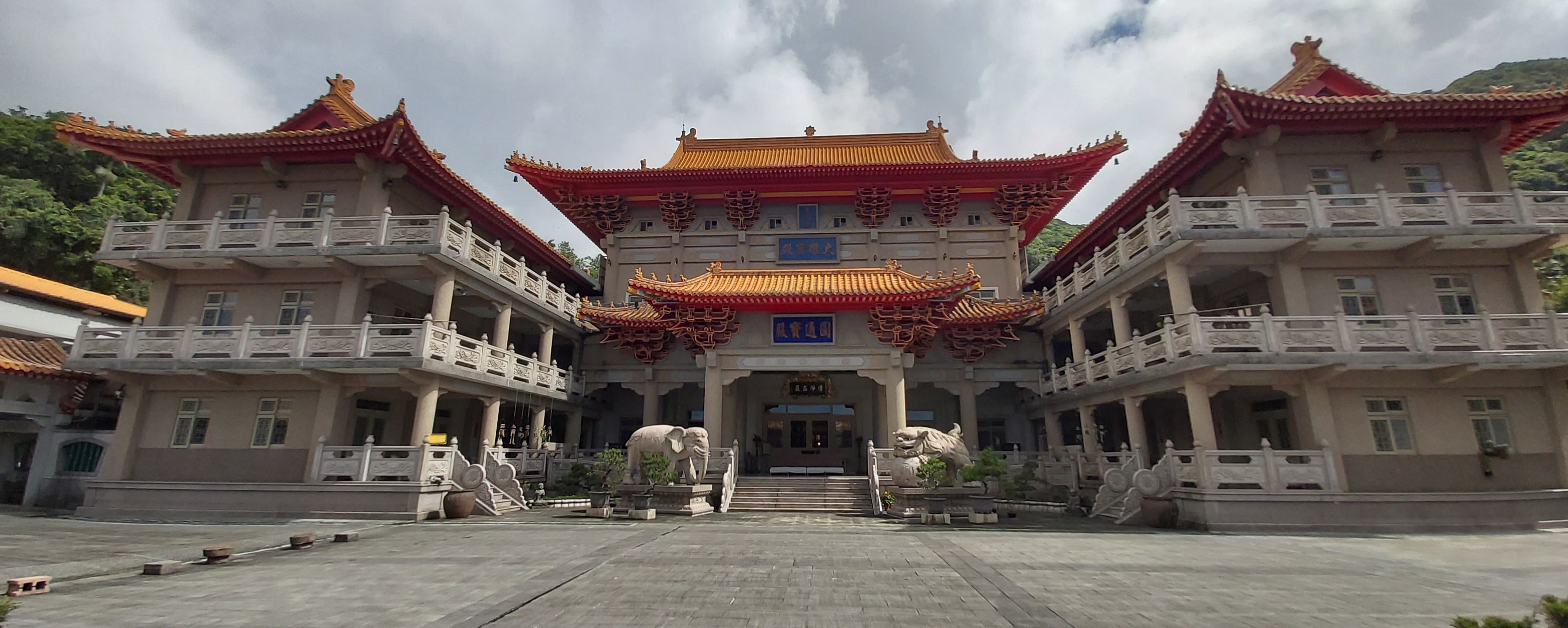
正面
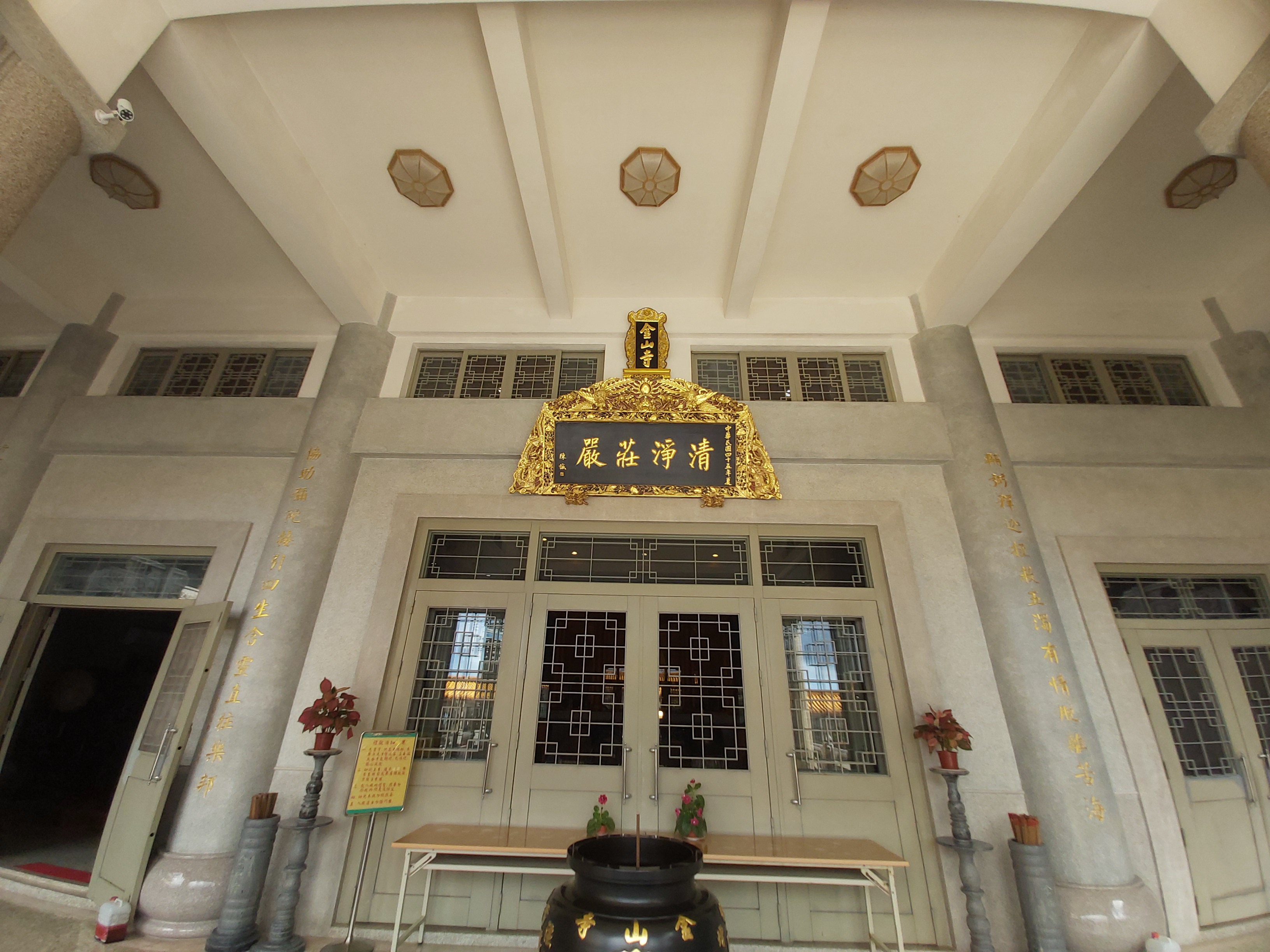
副總統陳誠題匾
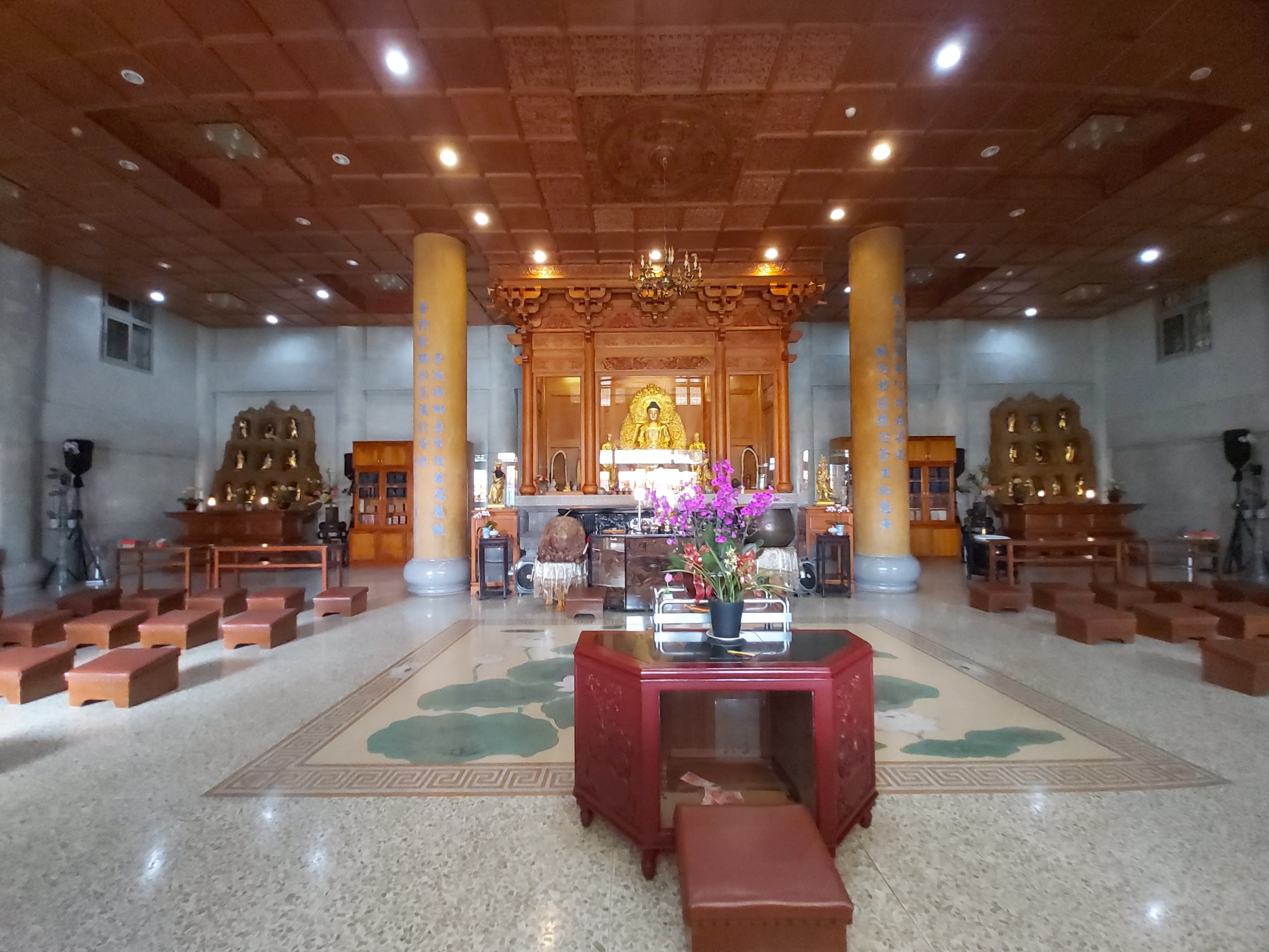
圓通寶殿室內
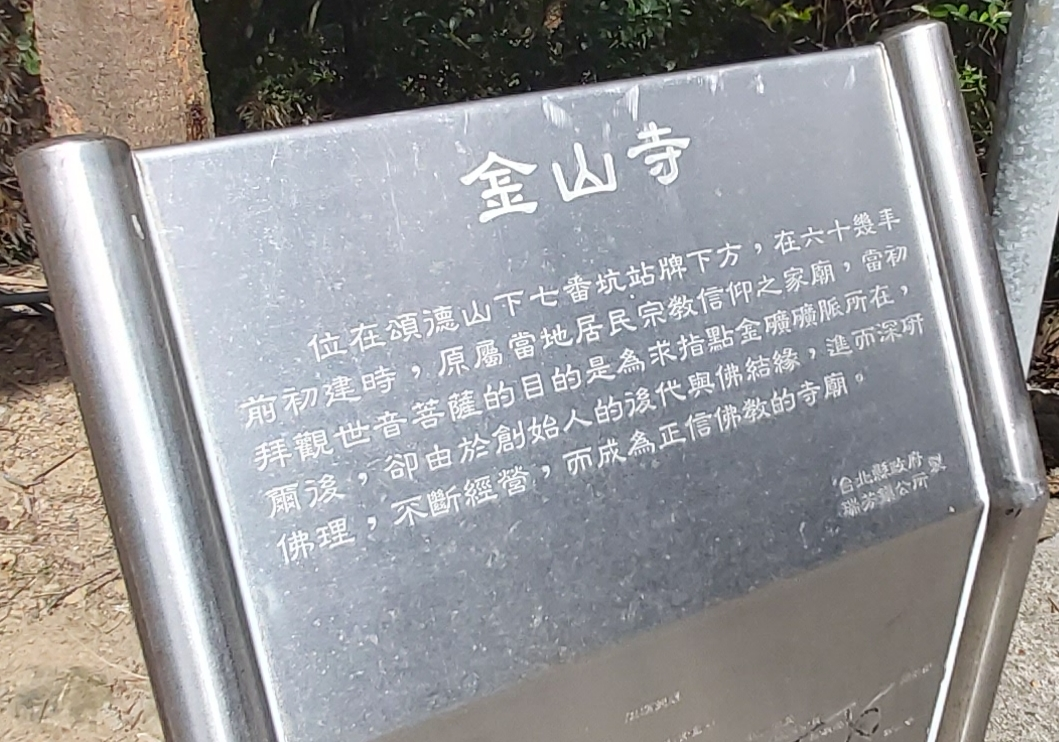
解說牌

## 歷任住持
- 普義
- 修熏

## 外部連結
- 金山寺（新北）簡介 （页面存档备份，存于）